# Biserica „Intrarea în Biserică” din Crainici
Biserica „Intrarea în Biserică” din Crainici este un monument istoric aflat pe teritoriul satului Crainici, comuna Bala.
Biserica a fost ridicată la 1818 de boiernașul Ion Burnaz și zugrăvită la 1837 de fiul său Costache. Ulterior învelitoarea originală de șiță a fost înlocuită cu învelitoare de tablă. Monumentul a mai suferit mici reparațiuni la pardoseală în 1932 și la învelitoare în 1940.